# Art Evans
Arthur James Evans (Berkeley, 27 de març de 1942 — Los Angeles, 21 de desembre de 2024) va ser un actor estatunidenc, conegut per la seva trajectòria en el cinema i la televisió. La seva carrera va començar a la dècada dels 60 sota la direcció del director teatral Frank Silvéra. El seu debut al cinema va ser amb la pel·lícula Sisters (1973), dirigida per Brian de Palma.
Un dels seus papers més destacats va ser el de Leslie Barnes a la pel·lícula Die Hard 2 (1990), on interpretava un controlador aeri que ajuda a John McClane, paper interpretat per  Bruce Willis, a aturar un grup de terroristes. Va aparèixer en una àmplia varietat de pel·lícules al llarg de la seva carrera. Els seus primers treballs inclouen Youngblood (1978), The Cracker Factory (1979) i National Lampoon's Class Reunion (1982). El 1984, va participar en Història d'un soldat, on va compartir pantalla amb Denzel Washington. A partir d'aquí, la seva trajectòria va continuar amb títols destacats com Into the Night (1985), Nit de por (1985), Jo Jo Dancer, Your Life Is Calling (1986), Ruthless People (1986), Native Son (1986) i White of the Eye (1987). Posteriorment, va aparèixer a School Daze (1988), The Mighty Quinn (1989) i Els quasicops (1990). Durant la dècada dels noranta, va treballar en pel·lícules com Sota amenaça (1992), CB4 (1993), Bitter Harvest (1993), Tales from the Hood (1995) i Metro (1997).
A més de la seva aparició en nombroses pel·lícules, Evans va tenir una llarga carrera televisiva amb aparicions puntuals en sèries com MASH, Hill Street Blues, In the Heat of the Night, Doogie Howser, M.D., Family Matters, Walker, Texas Ranger, The X-Files, Dos en Malibú, Everybody Hates Chris i Monk. Evans va continuar treballant fins a l'any 2023, quan va posar veu a un personatge a la sèrie d'animació The Proud.